# 172
172 (CLXXII, na numeração romana) foi um ano bissexto do século II, do Calendário Juliano, da Era de Cristo, com início a uma terça-feira e fim numa quarta-feira, com as letras dominicais F e E.
| Ano completo                          |
| ------------------------------------- |
| Ano bissexto com início à terça-feira |